# Ramsar
Ramsar (persană رامسر, de asemenea ca Romanizat ca Rāmsar și Rānsar; trecut, Sakht Sar) este un oraș din Iran.